# Elsagate

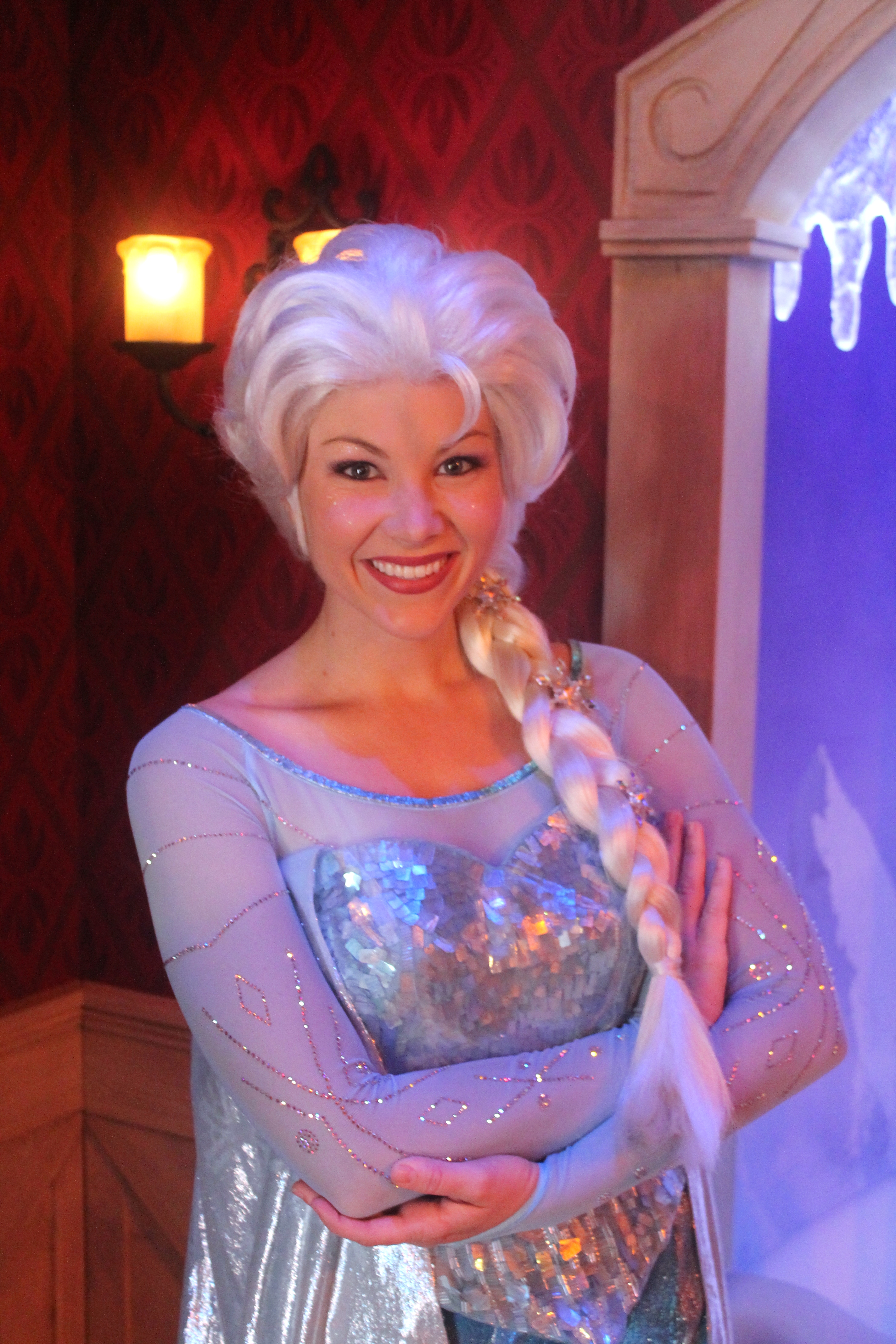
Figurante di Elsa, personaggio disneyano che dà il nome al fenomeno

Elsagate è un neologismo riferito alla controversia sui video di YouTube e YouTube Kids classificati come "a misura di bambino", ma che contengono temi non adatti a bambini. La maggior parte dei video in questa classificazione si distingue per la presentazione di contenuti che includono violenza esplicita, situazioni sessuali, feticismi, linguaggio osceno, droghe, alcol, iniezioni, umorismo scatologico e situazioni e attività pericolose o sconvolgenti.
Questi video spesso presentano personaggi popolari di media adatti ai bambini, a volte tramite crossover, realizzati senza autorizzazione legale. Il termine stesso è composto da "Elsa" (personaggio di Frozen della Disney, che è spesso raffigurato in tali video) e "-gate" (un suffisso legato agli scandali). Tuttavia, la controversia su Elsagate ha compreso anche canali come Toy Freaks che presentano bambini veri invece di personaggi adatti ai bambini / alle famiglie, sollevando preoccupazione per possibili abusi su minori.
La maggior parte dei video in questa categoria sono live-action oppure cartoni animati grezzi, anche se alcuni canali hanno utilizzato tecniche più elaborate come la claymation o la computer grafica. Nonostante le politiche sui limiti di età di YouTube, questi video a volte sono taggati in modo tale da aggirare gli algoritmi di sicurezza dei bambini integrati, arrivando persino a YouTube Kids, e sono quindi difficili da moderare a causa dell'ampia scala della piattaforma. Per apparire nei risultati delle ricerche e attirare l'attenzione degli utenti, i titoli e le descrizioni contengono nomi di personaggi famosi, nonché parole chiave come "istruzione", "impara i colori", "filastrocche", ecc. Includono anche annunci pubblicitari automatici, il che li rende redditizi per i loro proprietari e YouTube. Nonostante la natura discutibile e spesso confusa di questi video, molti attirano milioni di visualizzazioni.
Sebbene le critiche agli stessi canali esistano almeno dal 2007, la consapevolezza pubblica del fenomeno è cresciuta nel 2017, quando i media di massa hanno iniziato a mettere in discussione la sicurezza dei bambini su YouTube. Quell'anno, dopo i rapporti di diverse testate giornalistiche, YouTube ha adottato linee guida più severe per quanto riguarda i contenuti per bambini. Alla fine di novembre, l'azienda ha iniziato a eliminare in massa canali e video che rientrano nella categoria Elsagate, oltre a grandi quantità di altri video inappropriati o commenti degli utenti relativi ai bambini.
Il sito di notizie americano The Verge ha sottolineato che questi contenuti possono essere affascinanti per i bambini. Poiché molti dei video hanno milioni di visualizzazioni e includono pubblicità, il New York Times ha ritenuto che i video siano finanziariamente redditizi.

## Storia

### Primi anni (2007-2017)
I canali Elsagate sono datati a partire dal 25 maggio 2007. Nel giugno 2016 il Guardian ha pubblicato un articolo sul canale Webs and Tiaras, creato nel marzo dello stesso anno. Il canale mostrava persone vestite da personaggi come Spider-Man, Elsa e il Joker impegnati in azioni bizzarre o senza senso. I video avevano musica di sottofondo ma nessun dialogo. Non avendo una sceneggiatura, non c'erano barriere linguistiche sui video che normalmente avrebbero ostacolato la distribuzione mondiale. L'articolo riportava anche che diversi canali quasi identici erano apparsi su YouTube, come Toy Monster, The Superheroes Life e The Kids Club.
Nel gennaio 2017, un canale sotto il controllo di un partner di YouTube in Vietnam, Spiderman Frozen Marvel Superhero Real Life, ha bloccato i propri abbonati vietnamiti dopo i reclami dei genitori in merito al contenuto dei loro video. Il proprietario del canale è stato successivamente multato dalle autorità vietnamite.
L'alto numero di visualizzazioni ha portato alcuni a esprimere preoccupazioni sul fatto che tali canali possano ingannare il sistema utilizzando bot o click farm per gonfiare le visualizzazioni, ma non ci sono prove di questo.
Nel febbraio 2017 The Verge ha commentato che "gli adulti che si travestono in costume e recitano scenette strane e senza parole sono diventati un settore in forte espansione sulla piattaforma video più grande del mondo" e che mentre molti video erano "puerili ma benigni”, altri presentavano contenuti più discutibili come umorismo scatologico e situazioni violente o sessuali. L'articolo rilevava che la maggior parte dei video sono stati realizzati con un budget molto limitato e "alcuni costumi di Halloween", il che li ha resi facili da produrre e ha contribuito alla loro moltiplicazione. Ha anche attribuito il loro successo all'uso frequente di "preoccupazioni freudiane", che i bambini piccoli possono trovare affascinanti, divertenti o spaventose, come "pisciare, fare la cacca, baciarsi, gravidanze e la terrificante idea di andare dal dottore a farsi fare un’iniezione".
Sempre a febbraio, il sito di notizie americano The Awl ha pubblicato un articolo su Webs and Tiaras e canali simili, descrivendo il loro contenuto come "assurdamente da incubo" con titoli come "Frozen Elsa gets CHICKEN FEET!", "Frozen Elsa gets BRAIN BELLY!", "Frozen Elsa & Anna TEAR SPIDERMAN APART!", "EVIL SANTA KIDNAPS Frozen Elsa & Spiderman!", o "Frozen Elsa FLUSHES Spiderman in Toilet!". Il sito web ha commentato che i video erano "abbastanza contorti per i contenuti per bambini: alcuni video coinvolgono Elsa che partorisce e in altri Spider-Man inietta a Elsa un liquido dai colori vivaci. Viene quasi da pensare che gli scenari siano scenografie porno". Nella maggior parte dei video, le opzioni “Mi piace” e “Non mi piace” sono state disabilitate, rendendo impossibile sapere quanti utenti stavano effettivamente interagendo con loro. Diversi video ricevevano centinaia di commenti senza senso, alcuni scritti da canali simili nell'apparente tentativo di attirare più clic.
A marzo, la BBC ha pubblicato un articolo intitolato “The disturbing YouTube videos that are tricking children" ("I video inquietanti di YouTube che ingannano i bambini"). L'articolo si focalizzava su un'imitazione di Peppa Pig nella quale i denti del personaggio titolare vengono dolorosamente estratti da un dentista e un video con il personaggio che brucia una casa abitata. L'articolo menzionava anche l'esistenza di "centinaia" di video simili, che vanno da copie non autorizzate ma altrimenti innocue di cartoni animati a contenuti spaventosi e cruenti.
Il notiziario CTV News ha anche riferito a marzo del "problema dei falsi cartoni animati" (“fake toons problem”) di YouTube, con imitazioni dai temi adulti di programmi per bambini popolari che appaiono frequentemente su YouTube Kids: "In alcuni casi, il video presenterà una miniatura adatta ai bambini, mentre il video stesso potrebbe essere completamente diverso" ed essere molto inadatto ai bambini piccoli. La rete ha commentato che tali video erano "spesso incubi da vedere, con molte scene spaventose che coinvolgono mostri e sangue. Molti di questi video si avventurano in un territorio oscuro, con i personaggi spesso inseguiti, attaccati o feriti in modo sanguinoso".
Il termine "Elsagate" è stato coniato su Internet nel 2017. Durante l'estate dello stesso anno, è diventato un hashtag popolare su Twitter poiché gli utenti hanno richiamato l'attenzione sulla presenza di tale materiale su YouTube e YouTube Kids. Su Reddit il 23 giugno è stato creato un subreddit Elsagate (r/ElsaGate) per discutere del fenomeno, che ha presto attirato decine di migliaia di utenti.

### Scoperta dei video Elsagate (2017)

#### Novembre 2017
Nel novembre 2017, diversi giornali hanno pubblicato articoli sul canale YouTube Toy Freaks, creato due anni prima da un padre single di nome Greg Chism. Toy Freaks aveva un totale di 8,54 milioni di abbonati ed era tra i primi 100 più visti prima della sua chiusura quel mese. Il canale presentava spesso le figlie di Chism e nella maggior parte dei casi le mostrava spaventate o in lacrime.
Questi video possono essere trovati anche su piattaforme video locali in Cina, dove YouTube è bloccato, inclusi Tencent, Youku e iQiyi. Tencent ha creato un team specifico per monitorare la sua piattaforma video e chiudere definitivamente 121 account e bloccare oltre 4.000 parole chiave di ricerca entro gennaio 2018. Il Ministero di pubblica sicurezza cinese ha suggerito che il popolo di Internet dovrebbe segnalare questi video una volta trovati.
Diverse celebrità, tra cui il rapper B.o.B e i comici Joe Rogan e Philip DeFranco, hanno discusso dell'Elsagate sui social network in quel periodo.
Il 4 novembre, il New York Times ha pubblicato un articolo sui video "sorprendenti" che scivolano oltre i filtri di YouTube e disturbano i bambini, "per errore o perché i malintenzionati hanno trovato il modo di ingannare gli algoritmi di YouTube Kids". Il 6 novembre, l'autore James Bridle ha pubblicato sulla piattaforma Medium un articolo intitolato “Something is wrong on the internet” (“Qualcosa non va su Internet”), in cui commentava le "migliaia e migliaia di questi video": "Qualcuno o qualcosa o una combinazione di persone e cose sta usando YouTube per spaventare, traumatizzare e maltrattare sistematicamente i bambini, automaticamente e su larga scala”. Bridle ha anche osservato che il contenuto confuso di molti video sembrava derivare dalla costante "sovrapposizione e mescolanza" di vari temi, personaggi o parole chiave popolari. Di conseguenza, anche i video con veri esseri umani hanno iniziato a somigliare a contenuti automatizzati, mentre "parodie ovvie e persino imitazioni più losche" hanno interagito con "le legioni di produttori di contenuti algoritmici" fino a diventare "completamente impossibile sapere cosa sta succedendo". Il 17 novembre il commentatore di Internet Philip DeFranco ha pubblicato un video che affronta "il folle problema di YouTube Kids".
Il New York Times ha scoperto che uno dei canali con cartoni animati contraffatti, Super Zeus TV, era collegato a un sito web chiamato SuperKidsShop.com, registrato a Ho Chi Minh, in Vietnam. Un uomo che lavora per SuperKidsShop.com ha confermato che i suoi partner erano responsabili dei video, sui quali stavano lavorando "un team di circa 100 persone". Le successive richieste di colloquio sono rimaste senza risposta.
Il 9 novembre, i membri del gruppo satirico di collage sonori Negativland hanno presentato un episodio del loro programma radiofonico settimanale Over the Edge dedicato a Elsagate. "Modern Animal Kids" "racconta Elsagate attraverso un remix di tre episodi degli anni '90 di Over the Edge incentrati sui contenuti per bambini, tutti trasmessi negli ultimi anni prima che i Teletubbies aprissero la strada al marketing per la fascia demografica dai 6 ai 18 mesi".
Il 22 novembre, BuzzFeed News ha pubblicato un articolo su video inquietanti che ritraggono bambini in situazioni di disturbo e abusi. Le informazioni sull'articolo sono arrivate con l'assistenza del giornalista e attivista per i diritti umani Matan Uziel, la cui indagine e rapporto all'FBI sull'argomento sono stati inviati il 22 settembre, informando la sua leadership su "decine di migliaia di video disponibili su YouTube che sappiamo sono realizzati per servire come piacere per gli occhi di adulti perversi e inquietanti, predatori online per indulgere nelle loro fantasie infantili".
Il 23 novembre, l'outlet franco-canadese Tabloïd ha pubblicato un'indagine video su Toy Monster, un canale collegato a Webs e Tiaras. Si sono confrontati con i creatori dei video - con sede nella costa meridionale di Quebec, che si sono rifiutati di venire intervistati. Uno degli attori presenti nei video ha dichiarato anonimamente di essere contrattualmente obbligato ad astenersi dal commentare. L'indagine ha rivelato che contenuti identici venivano pubblicati su numerosi canali apparentemente gestiti dalle stesse persone.
Il 28 novembre Forbes ha presentato Elsagate come un esempio del "ventre oscuro dell'era digitale". L'autore dell'articolo ha commentato che la "scala gigantesca" del problema sembrava indicare che i contenuti per bambini su YouTube erano diventati "un mostro al di fuori del nostro controllo" e che "è terrificante immaginare quanti bambini piccoli siano stati colpiti" da Elsagate, "in diversi modi oltre la nostra comprensione”.

## Effetti sui bambini
Diversi genitori, adolescenti o colleghi che pubblicavano sul subreddit /r/ElsaGate hanno espresso il timore che i video fossero traumatizzanti per i bambini e potessero desensibilizzare o normalizzare i contenuti inappropriati.
Il New York Times ha citato il professore di pediatria Michael Rich, che ha affermato che questi video erano potenzialmente dannosi per i bambini che potrebbero trovarli ancora più sconvolgenti, poiché "personaggi che pensavano di conoscere e di cui si fidavano" si comportavano in modo improprio o violento.

## La risposta di YouTube
Nell'agosto 2017, YouTube ha annunciato le sue nuove linee guida sui contenuti e sulla monetizzazione. In una serie in corso di sforzi per demonetizzare video controversi e offensivi, è stato annunciato che i creatori non sarebbero più stati in grado di monetizzare i video che "facevano un uso inappropriato di personaggi adatti alle famiglie". Nel novembre dello stesso anno, ha annunciato che avrebbe implementato "una nuova norma che limita l'età a questo contenuto nell'app principale di YouTube quando viene segnalato".
La controversia si estendeva ai canali che non necessariamente presentavano personaggi di bambini, ma bambini veri, che a volte svolgevano attività inappropriate o pericolose sotto la guida di adulti. Come parte di un'azione più ampia, YouTube ha chiuso il canale Toy Freaks, che presentava un padre (Greg Chism) e le sue due figlie in situazioni potenzialmente abusive. Chism è stato successivamente indagato da funzionari della protezione dei minori in Illinois e Missouri per presunti abusi sui minori. Nel dicembre 2017, le autorità hanno annunciato che Chism non avrebbe dovuto affrontare accuse penali. Nel dicembre 2017, le autorità hanno annunciato che Chism non sarebbe stato incriminato. Prima della sua rimozione, il canale contava oltre 8,5 milioni di iscritti.
È stato anche rivelato dai media che molti video con minori, che spesso caricati dagli stessi bambini e che mostrano contenuti innocenti, lo avevano attirato commenti da pedofili e altri gruppi. Alcuni di questi video sono stati monetizzati. A seguito della controversia, diversi importanti inserzionisti hanno congelato le spese su YouTube, costringendo YouTube a bannare bambini dal loro sito citando obblighi legali.
Il 22 novembre 2017 YouTube ha annunciato di aver eliminato oltre 50 canali e migliaia di video che non si adattavano alle nuove linee guida. Il 27 novembre, la società ha dichiarato in un’intervista di BuzzFeed News di aver "chiuso più di 270 account e rimosso oltre 150.000 video", "disattivato i commenti su più di 625.000 video presi di mira da predatori di bambini" e "rimosso gli annunci da quasi 2 milioni di video e oltre 50.000 canali mascherati da contenuti adatti alle famiglie". Il collaboratore di Forbes Dani Di Placido ha scritto che molti video problematici possono ancora essere visti sulla piattaforma e che "l'enorme volume di video cancellati frettolosamente dal sito dimostra che gli algoritmi di YouTube erano assolutamente inefficaci nel proteggere i bambini piccoli".